# Rohstoff
Rohstoff è il primo DVD pubblicato dalla band tedesca OOMPH!. Questa versione contiene un footage di 32 canzoni live, video musicali con i making-of e interviste. La versione audio è disponibile solo attraverso il download digitale.

## Live
1. Fragment
2. Träumst Du?
3. Unsere Rettung
4. Keine Luft Mehr
5. Du Willst Es Doch Auch
6. Fieber
7. Wenn Du Weinst
8. Die Schlinge
9. Supernova
10. Sex Hat Keine Macht
11. Mitten Ins Herz
12. Das Letzte Streichholz
13. Dein Feuer
14. Das Weiße Licht
15. Mein Schatz
16. Dein Weg
17. Gekreuzigt
18. Niemand
19. Augen Auf!
20. Brennende Liebe
21. Gott Ist Ein Popstar
22. Menschsein
23. Burn Your Eyes

## Video
- Träumst Du
- The Power Of Love
- Gekreuzigt 2006
- Die Schlinge
- Das Letzte Streichholz
- Gott Ist Ein Popstar
- God Is A Popstar
- Sex Hat Keine Macht
- Brennende Liebe
- Augen Auf!
- Niemand
- Supernova
- Fieber
- Das Weiße Licht
- Gekreuzigt

## Altro
- Making Of Träumst Du
- Making Of Gekreuzigt 2006 & The Power of Love
- Making Of Die Schlinge
- Making Of Das Letzte Streichholz
- Making Of Gott Ist Ein Popstar & God is a Popstar
- Making Of Sex Hat Keine Macht
- Making Of Brennende Liebe
- Making Of Augen Auf!
- Making Of Supernova
- Intervista alla band